# Wólka Niedźwiedzka (gromada)
Wólka Niedźwiedzka – dawna gromada, czyli najmniejsza jednostka podziału terytorialnego Polskiej Rzeczypospolitej Ludowej w latach 1954–1972.
Gromady, z gromadzkimi radami narodowymi (GRN) jako organami władzy najniższego stopnia na wsi, funkcjonowały od reformy reorganizującej administrację wiejską przeprowadzonej jesienią 1954 do momentu ich zniesienia z dniem 1 stycznia 1973, tym samym wypierając organizację gminną w latach 1954–1972.
Gromadę Wólka Niedźwiedzka z siedzibą GRN w Wólce Niedźwiedzkiej utworzono – jako jedną z 8759 gromad na obszarze Polski – w powiecie łańcuckim w woj. rzeszowskim na mocy uchwały nr 27/54 WRN w Rzeszowie z dnia 5 października 1954. W skład jednostki wszedł obszar dotychczasowej gromady Wólka Niedźwiedzka wraz z przysiółkiem Marynin z dotychczasowej gromady Wola Żarczycka ze zniesionej gminy Ruda Łańcucka oraz przysiółek Budy za Lasem z dotychczasowej gromady Brzoza Stadnicka ze zniesionej gminy Żołynia w powiecie łańcuckim, ponadto osiedle o powierzchni 1,35 km² z dotychczasowej gromady Wólka Sokołowska ze zniesionej gminy Sokołów w powiecie kolbuszowskim w tymże województwie. Dla gromady ustalono 20 członków gromadzkiej rady narodowej.
1 stycznia 1956 gromada weszła w skład nowo utworzonego powiatu leżajskiego w tymże województwie.
Gromada przetrwała do końca 1972 roku, czyli do kolejnej reformy gminnej.